# Olénino
Olénino (ruso: Оле́нино) es un asentamiento de tipo urbano de Rusia, capital del ókrug municipal homónimo en la óblast de Tver.
En 2021, el asentamiento tenía una población de 4704 habitantes.
Se ubica al sur de la autovía M9, a medio camino entre las ciudades de Nelídovo y Rzhev.

## Historia
Fue fundado en 1898 como un poblado ferroviario de la línea de ferrocarril de Ventspils a Rýbinsk y desde 1922 pasó a ser el centro administrativo de un vólost. La Unión Soviética estableció aquí en 1929 la sede administrativa de uno de los distritos de la Óblast Occidental (aunque en 1935 pasó definitivamente a la óblast de Kalinin) y dio al pueblo en 1938 el estatus de asentamiento de tipo urbano. En 1941-1943, durante la Segunda Guerra Mundial, los invasores alemanes consideraron a este asentamiento ferroviario un lugar de gran importancia estratégica; debido a ello, durante los dos años de ocupación se produjeron en Olénino y sus alrededores continuos enfrentamientos militares, hasta el punto de que la zona alberga 39 fosas comunes con los cadáveres de 9733 militares caídos en combate.